# Crisantemina
La crisantemina è un antociano, il 3-glucoside della cianidina.
È di colore rosso scuro, rilevabile in vinacce di ribes nero, nelle bacche del sambuco, nei lamponi rossi, nei tegumenti della soia, nelle prugne della varietà Victoria, nelle pesche delle varietà Elegant Lady e Carson, nei litchi e nell'acai. È l'antociano che si trova nelle arance rosse e nel riso nero. È il principale antociano che si trova nel mais viola.